# Tepukei

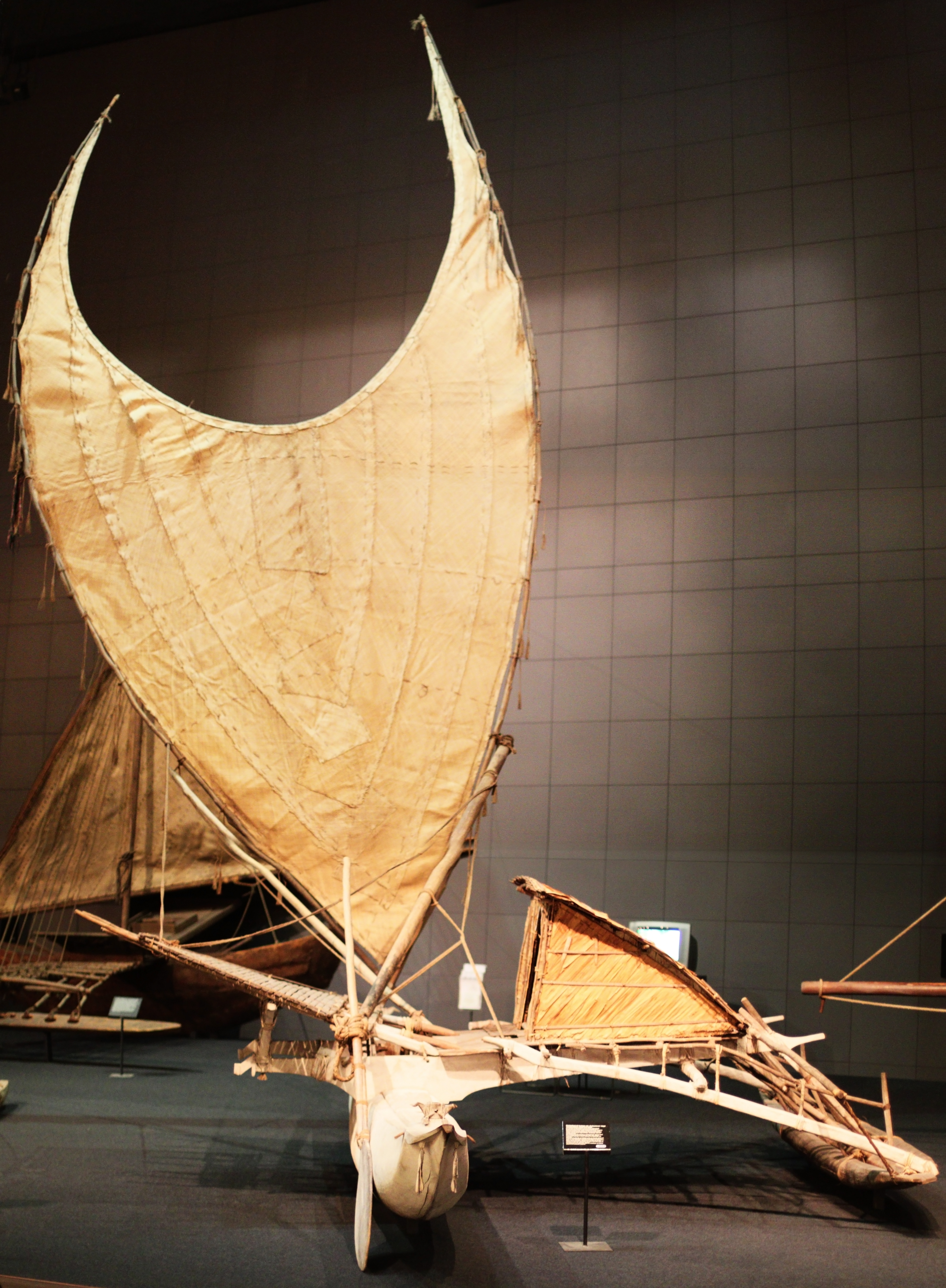
Le Maunga Nefe, nommé en référence à la montagne de l'île de Vanikoro du même nom, sanctuaire des morts. Ce tepukei ou folafolau, construit sur Taumako, a été utilisé pour les voyages et les échanges à l'intérieur de l'archipel de Santa Cruz à partir de l'île de Nifiloli.

Un tepukei (de Te Puke, « pirogue d'océan ») ou folafolau est un type de pirogue à balancier traditionnel à voiles austronésiennes. Ce bateau mélanésien et polynésien est principalement conçu et utilisé par les Polynésianophones de Taumako (Îles Duff) appartenant aux Îles Salomon. 

## Description
Sa mention écrite la plus ancienne est attribuée à l'explorateur espagnol Álvaro de Mendaña lors de sa visite aux Îles Santa Cruz en 1595.
Un tepukei ressemble à une pirogue à balancier avec une voile austronésienne (ou voile en pince de crabe) mais qui, malgré son apparente simplicité, constitue une embarcation très sophistiquée capable de naviguer en haute mer. Le tepukei appartient à la catégorie des praos, bateaux à deux coques de tailles différentes. Il en diffère cependant par :
- sa coque principale (vaka) qui a une section presque circulaire dont la surface immergée reste constante malgré la gite du bateau. Cette surface immergée est également la plus faible des praos même quand l'embarcation est lourdement chargée.
- la haut du vaka est très proche de la ligne de flottaison. Il est fermé à l'aide de planches et l'espace pour l'équipage est aménagé sur une plate-forme surélevée au dessus des akas, les poutres reliant la pirogue principale et la plus petite.

En commun avec les praos typiques, il utilise une voile austronésienne, un des types de voilures les plus efficaces.
W. C. O'Ferrall, un missionnaire anglican en Mélanésie entre 1897 et 1904, décrit le tepukei comme un « canoë à voile ». Il l'a décrit comme étant composé d'une pirogue équipée d'un pont sur lequel une petite cabane était construite, propulsée par une « voile noble et étonnamment formée », et dirigée avec une longue pagaie. Il a indiqué que les hommes de Santa Cruz utilisait le bateau pour voyager aussi loin que les Îles Salomon.

## Histoire moderne
Le Maunga Nefe est probablement le dernier tepukei original encore en état. Il fut ramené par le Dr Gerd Koch depuis Îles Santa Cruz, en 1967 et est exposé dans le Musée ethnologique de Berlin.
Au cours des dernières années, les tepukeis vivent une renaissance. Vaka Taumako Projet a relancé la construction traditionnelle de ces bateaux et certains sont même en cours de construction à San Francisco.

## Galerie

Plan de voile d'un tepukei, tiré de l' Maunga Nefe et la Vaka Taumako Projet.
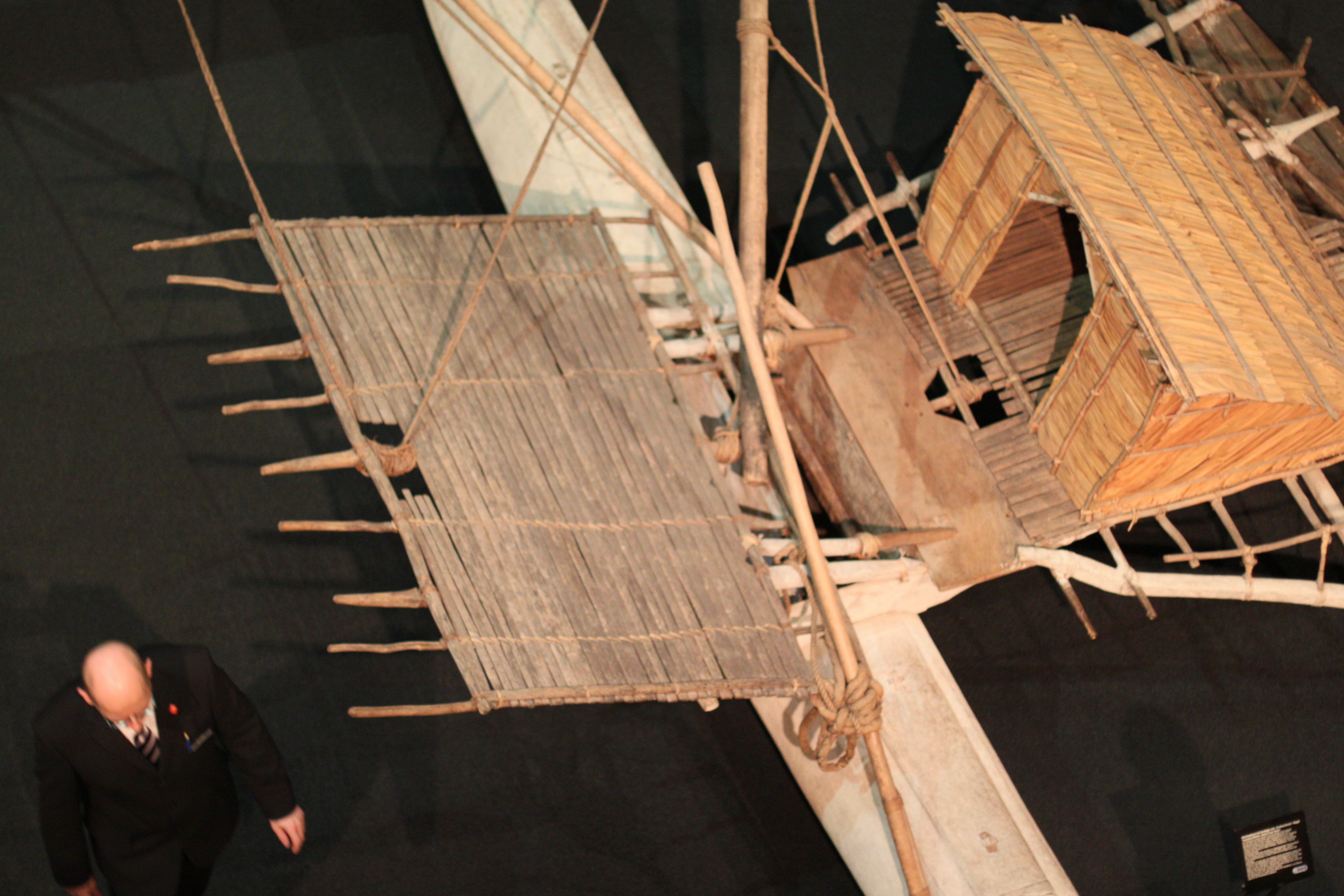
Terrasse de la Maunga Nefe.
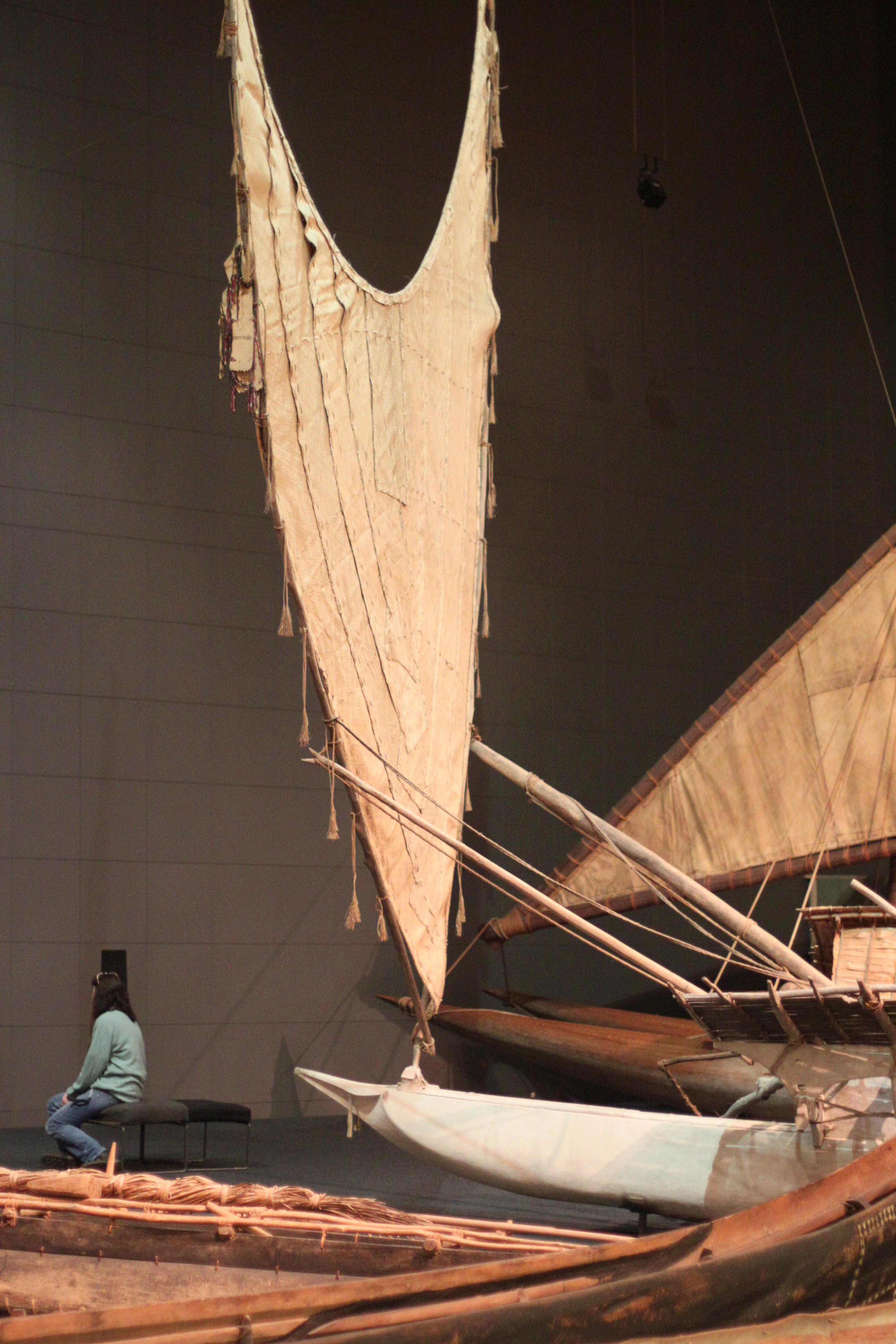
Vue de côté de la voile avec ses "ornements".
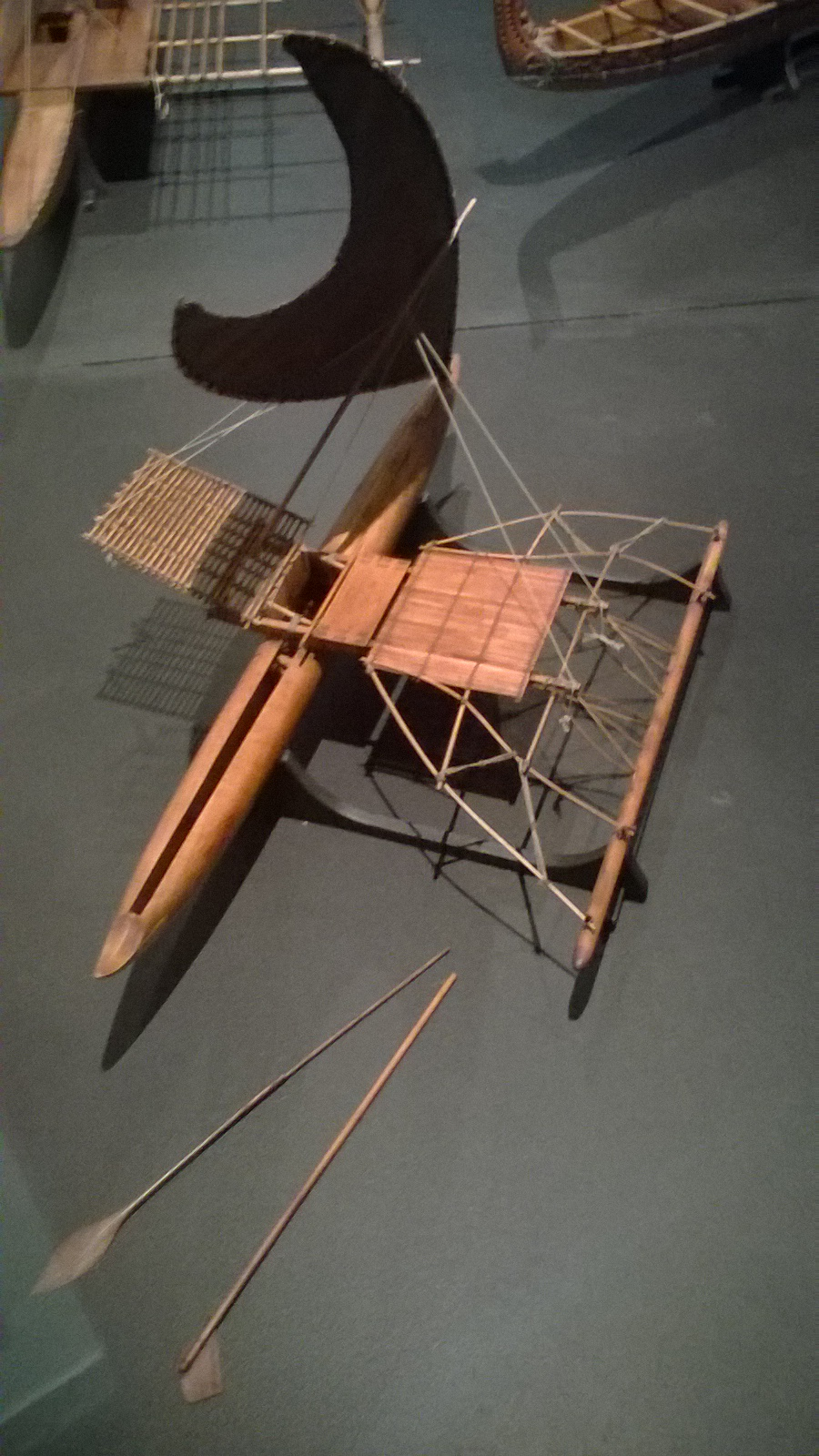
Vue de dessus d'un modèle, musée de la marine de Paris